# Mount Lechner
Mount Lechner är ett berg i Antarktis. Det ligger i Västantarktis. Argentina och Storbritannien gör anspråk på området. Toppen på Mount Lechner är 2 030 meter över havet.
Terrängen runt Mount Lechner är kuperad åt sydost, men åt nordväst är den platt. Trakten är obefolkad. Det finns inga samhällen i närheten. 